# كلاوديو يعقوب
كلاوديو يعقوب (بالإسبانية: Claudio Yacob)‏ (18 يوليو 1987 الأرجنتين - ) هو لاعب كرة قدم أرجنتيني، يلعب كلاعب وسط.

## وصلات خارجية
كلاوديو يعقوب على موقع الاتحاد الدولي (مؤرشف)  (الإنجليزية)
- كلاوديو يعقوب على موقع قاعدة بيانات كرة القدم.إي يو (الإنجليزية)
- كلاوديو يعقوب على موقع ناشيونال فوتبول تيمز (الإنجليزية)
- كلاوديو يعقوب على موقع Soccerbase.com (لاعب) (الإنجليزية)
- كلاوديو يعقوب على موقع Soccerway.com (الإنجليزية)
- كلاوديو يعقوب على موقع عالم كرة القدم.نت (الإنجليزية)
- كلاوديو يعقوب على موقع AS.com (الإسبانية)